# Leuk Daek
Leuk Daek är ett distrikt i Kambodja.   Det ligger i provinsen Kandal, i den södra delen av landet, 50 km sydost om huvudstaden Phnom Penh.